# 8266 Bertelli
8266 Bertelli è un asteroide della fascia principale. Scoperto nel 1986, presenta un'orbita caratterizzata da un semiasse maggiore pari a 2,3202162 UA e da un'eccentricità di 0,1525714, inclinata di 5,64245° rispetto all'eclittica.
L'asteroide è dedicato all'astronomo italiano Francesco Bertelli.